# Apariciones marianas de Garabandal
Las apariciones marianas de Garabandal son una serie de apariciones de la Virgen María que se afirma que tuvieron lugar entre 1961 y 1965, a cuatro niñas de la localidad de San Sebastián de Garabandal, ubicada en el municipio de Rionansa (Cantabria, España).

## Historia

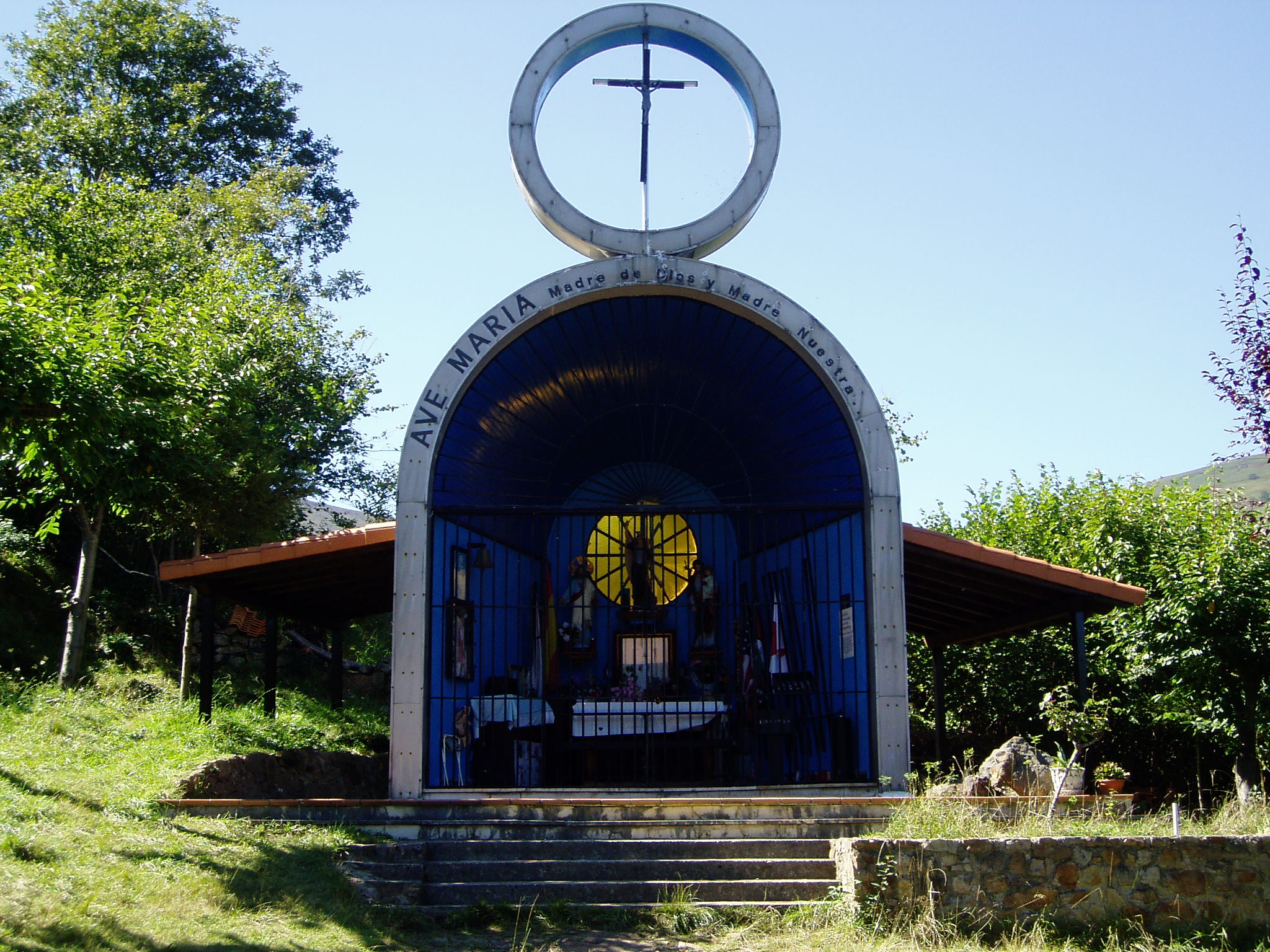
Capilla del arcángel san Miguel

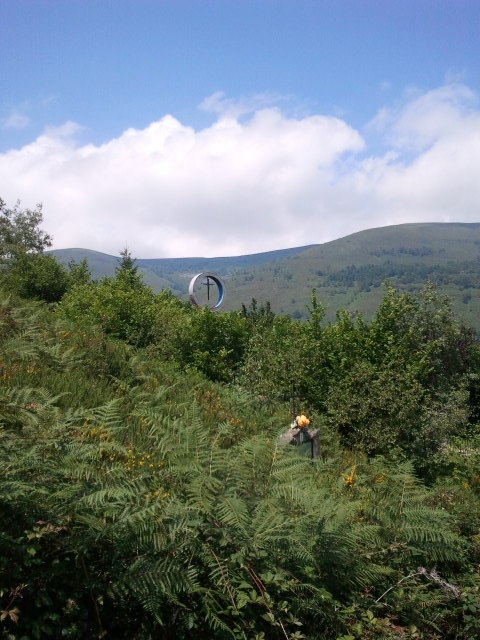
Vista de la cruz de la ermita de San Sebastián de Garabandal, construida con motivo de la supuesta aparición de la Virgen María

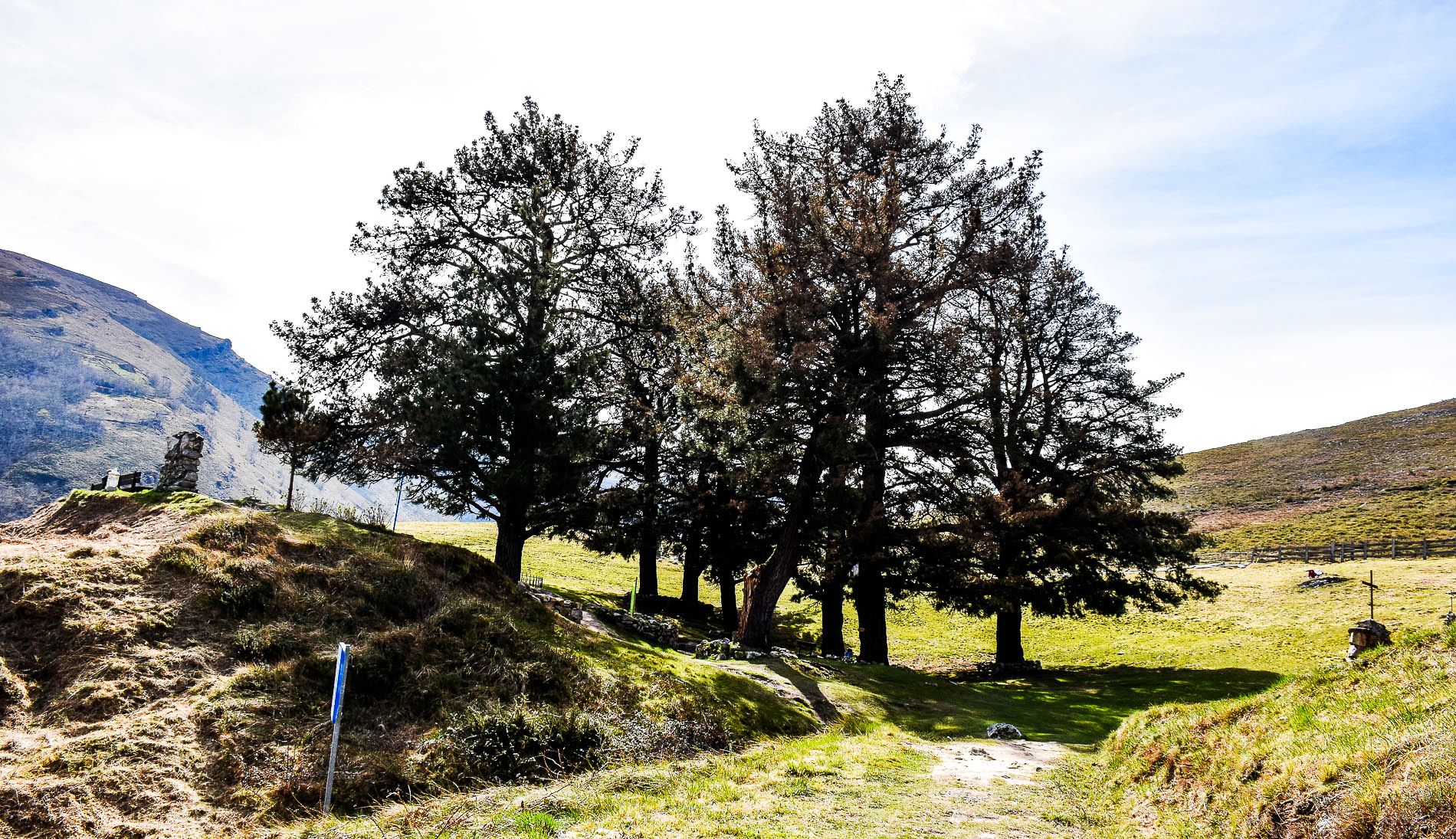
Los pinos de Garabandal donde se afirma que habrían tenido lugar las apariciones marianas

Las presuntas apariciones marianas de Garabandal comenzaron a inicios de la década de 1960 en el pueblo de San Sebastián de Garabandal lo que llamó la atención de los medios de comunicación.
Entre 1961 y 1965, cuatro jóvenes en edad escolar, entre 10 y 12 años, Conchita González, Mari Cruz González, Jacinta González y Mari Loli Mazón, sin relación de parentesco, afirmaron haber presenciado apariciones del arcángel san Miguel y de la Virgen María. Según su testimonio, el primero preparó a las muchachas para la posterior aparición de la Virgen María, ocurrida el 2 de julio de 1961.
Durante cerca de 2000 sesiones, que concitaron a grandes multitudes, las muchachas habrían entrado en estado de profundo éxtasis y se registraron aparentes fenómenos paranormales registrados por cámaras fotográficas o filmaciones, tales como levitaciones, demostraciones de fuerza, etc., ante la presencia de miles de testigos que intentaron sustraer a las niñas del trance mediante pinchazos de aguja, quemaduras o golpes.
Durante este periodo de cinco años, las niñas videntes fueron examinadas por más de cuarenta doctores. Para unos de ellos el fenómeno era fruto de histeria, epilepsia o sugestión colectiva; para otros eran sucesos totalmente inexplicables desde el punto de vista científico. Del mismo modo, tampoco los teólogos, el jesuita Alfonso Rodrigo, Antonio Royo-Marín O.P. o Francisco Odriozola llegaron a explicaciones homogéneas ya que tenían pareceres contrarios entre sí.
De la misma manera, desde 1961 hasta 2015, se sucedieron quince comunicados episcopales firmados en Roma y Santander con opiniones dispares. Tampoco hubo acuerdo entre los médicos y teólogos que examinaron los episodios.
Entre las personas que tuvieron alguna relación con el suceso destacan el padre Pío de Pietrelcina y el jesuita padre Luis Andreu, quien falleció después de asegurar que había contemplado la visión de las niñas.

## Biografía de las videntes hasta 1961
- Conchita González tenía doce años y era la última de los cuatro hijos de Aniceta González y Aniceto González, fallecido hacía siete años, en 1954. Los hermanos de Conchita eran Serafín, cabeza de familia desde la muerte de su padre, Aniceto, fallecido en 1965, y Miguel. La falta del padre hacía que todos trabajaran para ayudar a la familia. Era de carácter muy alegre.
- Mari Cruz González era hija de Escolástico González y Pilar Barrido. Tenía diez años, si bien el 21 de junio de 1961, tres días después cumplía los once. Era un año menor que Conchita. Sus padres fueron, de las cuatro familias de las videntes, y con toda probabilidad, los que más se opusieron a aceptar el tema de las apariciones. Su carácter era el más serio de las cuatro.
- Jacinta González nació el 27 de abril de 1949 por lo que en aquel momento tenía doce años. Sus padres, Simón González y María González, tenían siete hijos más y era una familia muy religiosa. Era la más alegre del grupo.
- Mari Loli Mazón era hija de Ceferino y Julia y tenían seis hijos, Mari Loli y cinco más. Es la tercera de las videntes por orden de edad, si bien solo cuatro días más joven que Jacinta. Su padre era el alcalde pedáneo del pueblo de  San Sebastián (Presidente de la Junta Vecinal local ante el Ayuntamiento de Rionansa). Toda la familia trabajaba en el campo; además Ceferino tenía una de las tres tabernas del pueblo donde Mari Loli servía las mesas.[8][9]

## Comienzo de las apariciones
Las presuntas apariciones ocurrieron entre el 18 de junio de 1961 y el 13 de noviembre de 1965. De lo ocurrido en los quince primeros días se tienen datos de nombres, horas y lugares. A partir de esos días, los sucesos se hacen tan frecuentes que llegan a ser cotidianos. A partir del día 2 de julio de 1961 no se hacen seguimientos ordenados y exhaustivos tanto por parte de las autoridades eclesiásticas como de los medios de comunicación y observadores de cualquier clase. Tanto es así que el investigador Ramón Pérez escribe lo siguiente:

A partir de julio las visiones se multiplican de tal manera que es difícil establecer un orden cronológico. Las videntes caen en éxtasis varias veces al día. La duración oscila entre diez minutos y hasta cinco y, una vez, siete horas.

El jesuita José María Alba Cereceda, que examinó personalmente a las videntes, comenta esa multiplicación de los signos como que: lo verdaderamente notable [de Garabandal] es la extraordinaria frecuencia de las apariciones. Judith M. Albright, especialista en estos asuntos, calcula que, en Garabandal, la Señora se apareció más de dos mil veces. El brigada de la Guardia Civil Juan Álvarez Seco, jefe de la zona e informador de los sucesos indica la dificultad de describir unos sucesos tan abundantes y prolongados en el tiempo: los fenómenos habidos han sido por espacio de tanto tiempo y con tal frecuencia que resulta casi imposible enumerarlos y relatarlos todos. 
El historiador más destacado de Garabandal, el P. Eusebio García de Pesquera, O.F.M. publicó en el año 1979 el estudio y los datos más completos de lo acaecido en Garabandal hasta esa fecha y para escribirlo con total libertad, utilizó el pseudónimo de Dr. Gobelas. A pesar de ello, expresa su preocupación de la siguiente manera: No hay datos fijos para cada uno de los días, ni hay precisiones de días para muchos de los datos, preocupación que no es afirmación de que los hechos sean dudosos puesto que él tiene documentos y testimonios sólidos; lo que le preocupa es no tener la fecha exacta de cada uno de los sucesos. Una de las videntes, Conchita, llevaba nota exacta en su diario de los sucesos ocurridos en los primeros diecisiete días pero a partir del 3 y 4 de julio avanza y retrocede en las descripciones anotando los que más le impresionaron. Ella misma indica que  lo importante de las apariciones no fueron los sucesos exteriores y así lo escribe en su diario: Ante todo, el mensaje.

## Mensajes
Las «videntes» informaron haber recibido dos mensajes, uno directamente de la Santísima Virgen María y el otro de la Virgen María a través de San Miguel arcángel. El primero, revelado el 18 de octubre de 1961, declara:

Hay que hacer mucho sacrificios y mucha penitencia, y tenemos que visitar mucho al Santísimo, pero antes tenemos que ser muy buenos. Y si no lo hacemos vendrá un castigo. Ya se está llenando la copa, y si no cambiamos vendrá un castigo.

La aparición del 18 de junio de 1965, en la que Conchita escuchó el segundo mensaje, fue televisada en vivo por la televisión española. Solo Conchita González, considerada por la mayoría de los devotos de Garabandal como la «vidente principal», informó haber recibido el segundo mensaje:

Como no se ha cumplido y no se ha hecho conocer al mundo mi mensaje del 18 de octubre, de 1961, os diré que este es el último; antes la copa se estaba llenando ahora está rebosando. Los sacerdotes van muchos por el camino de la perdición, y con ellos llevan a muchas más almas. A la Eucaristía cada vez se le da menos importancia. Debéis evitar la ira de Dios sobre vosotros con vuestros esfuerzos. Si le pedís perdón con vuestras almas sinceras El os perdonará. Yo, vuestra Madre, por intercesión del Ángel San Miguel, os quiero decir que os enmendéis. Ya estáis en los últimos avisos. Os quiero mucho y no quiero vuestra condenación; pedidnos sinceramente y nosotros os lo daremos, debéis sacrificaros más; pensad en la pasión de Jesús.

Además de los dos mensajes, las «videntes» hicieron muchas profecías con respecto al futuro de la humanidad, además de advertir sobre un próximo «fin de los tiempos». Estas profecías se sintetizan en un «aviso», un gran «milagro» universal y un «castigo» para la humanidad. La fecha del milagro solo la conoce Conchita, quien la revelará ocho días antes.
- El Aviso, según Conchita tendrá lugar antes del milagro. «Ese aviso es como un castigo, para los buenos y los malos: para los buenos, para acercarlos más a Dios y para los malos, para anunciarles que viene el fin de los tiempos y que estos son los últimos avisos».[12]
- El Milagro, tendría lugar un jueves durante la festividad de un santo mártir de la eucaristía,[13] y es descrito como una señal permanente en los pinos de Garabandal que «Será visible para todos los que estén en el pueblo y en las montañas de los alrededores: los enfermos que asistan sanarán y los incrédulos creerán. Será el milagro mayor que Jesús ha hecho para el mundo. No quedará la menor duda de que es de Dios y para bien de la humanidad. Quedará una señal del milagro, para siempre, en los pinos. Podrá ser filmado y televisado».[7]
- El Castigo fue predicho por las niñas en el primer mensaje del 18 de octubre de 1961. Este castigo, condicionado a que la humanidad se arrepienta de su mal proceder luego de ocurrido el milagro, consistiría en «ríos transformados en sangre, fuego que baja del cielo y cosas peores; gran calor, sed abrasadora y el agua que se evaporará; todos los hombres presos de la desesperación buscando matarse unos a otros, pero al faltar las fuerzas, caerán: unos en las llamas y otros lanzándose al mar, pero el agua parecerá hervir y activar las llamas».[7]

## Peregrinación
El pueblo se convirtió en un punto de peregrinaje para muchos creyentes católicos y miembros de otras confesiones. Debido a la remota localización de la aldea y las dificultades de acceso, Garabandal mantiene casi el mismo aspecto que tenía en los años sesenta y no ha sufrido las transformaciones producto del interés turístico como en otros lugares.

## Vida de las videntes después de las apariciones
A diferencia de la mayoría de personas que afirma haber presenciado apariciones de la Virgen María, ninguna de las cuatro jóvenes llegó a profesar la vocación religiosa: 
- Conchita González González nació el 7 de febrero de 1949 y reside en Nueva York, Estados Unidos. Se casó con Patrick J. Keena, llegando a tener cuatro hijos, María Concepción, Fátima Miriam, Ana María Josefa y Patrick Joseph María. .[19][20]
- Jacinta González González, se casó con Jeffrey Moynihan en Los Ángeles, California, vive en la ciudad de Oxnard, en el condado de Ventura y tiene una niña llamada María Jacinta de Guadalupe.[20][21]
- María Cruz González Barrido, reside en Avilés (Asturias). Se casó con Ignacio Caballero y llegó a tener cuatro hijos.[20]
- Mari Loli Mazón González, se casó con Francis Lafleur en Massachusetts con quien tuvo tres hijos. Mari Loli falleció en 2009 debido a complicaciones causadas por un lupus eritematoso en el aparato respiratorio.[19][20]

## Postura de la Iglesia católica
Desde el principio, la jerarquía de la Iglesia católica ha determinado la duda o incertidumbre de la condición de sobrenaturales de estas apariciones marianas —al igual que las apariciones de Medjugorje y Zeitoun— que tampoco han sido oficialmente aprobadas.
Así, el 2 de noviembre de 1961, el administrador apostólico de la diócesis de Santander, Doroteo Fernández, publicó la siguiente declaración:

No consta que las mencionadas apariciones, visiones, locuciones o revelaciones puedan hasta ahora presentarse ni ser tenidas con fundamento serio por verdaderas y auténticas.

Más adelante, tres obispos de Santander se pronunciaron contra la sobrenaturalidad de las apariciones de Garabandal:
- Eugenio Beitia Aldazabal (obispo de 1962 a 1965), publicó dos notas al respecto, en la primera afirmó que «tales fenómenos carecen de todo origen de sobrenaturalidad y tienen una explicación de carácter natural» pero en la segunda aclaró que: «no hemos encontrado materia de censura eclesiástica condenatoria, ni en la doctrina ni en las recomendaciones espirituales, que se han divulgado en esta ocasión, como dirigidas a los fieles cristianos».[13]
- Vicente Puchol Montis (obispo de 1965 a 1967), difundió una nota que negaba tanto las apariciones como los mensajes y que «todos los hechos acaecidos en dicha localidad tienen una explicación natural».[24]
- José María Cirarda Lachiondo (obispo de 1968 a 1971), ante el aumento de las peregrinaciones a Garabandal y los rumores de que el mismo papa había aprobado y bendecido las apariciones, decidió intervenir desaprobando todo culto basado en estas supuestas apariciones,[25] llegando incluso a publicar una nueva nota con las siguientes disposiciones:[26]

a) Está prohibida a los sacerdotes toda intervención, tanto participando y colaborando activamente en el desarrollo de los hechos, cuanto en la forma de simple presencia como espectadores, con suspensión de las licencias en esta Diócesis de Santander para cuantos asistieren sin expreso permiso particular y en cada caso de la autoridad diocesana.

b) Se ruega a todos los fieles cristianos que se abstengan de fomentar con su presencia en San Sebastián de Garabandal el ambiente creado en torno a dichos sucesos.

c) Se recuerda a todos que, según el canon 1.399, n.c 5, «están prohibidos por el Derecho mismo los libros y folletos que refieran nuevas apariciones, revelaciones, visiones, profecías, milagros o que introduzcan nuevas devociones, si se han publicado sin observar las prescripciones de los cánones»; * y se hace constar que en la Diócesis de Santander no se ha concedido nunca «imprimatur» a ningún libro, folleto, artículo o reseña en esta materia, y está prohibida la publicación de cualquier artículo o información no sometida previamente a la censura de la Diócesis.

Pero tales prohibiciones se levantaron a partir de los años ochenta:
- En 1987, el obispo de Santander Juan Antonio del Val Gallo, realizó una nueva investigación y suspendió toda prohibición que impedía a los presbíteros ir a Garabandal, posibilitándoles la celebración eucarística en la iglesia del pueblo con la autorización del párroco local.[24]
- En 1992, el cardenal Ratzinger (futuro papa Benedicto XVI), entonces prefecto de la Congregación para la Doctrina de la Fe, aconsejó al obispo de Santander no cerrar el caso y más continuar con la declaración de «no consta sobrenaturalidad», que significa falta de certeza tanto para aceptar como para rechazar, dejando así la cuestión abierta para futuros estudios.[27]
- En 2007, el obispo Carlos Osoro en su calidad de administrador apostólico de la diócesis de Santander, escribió en una carta lo siguiente:[27]

Estoy seguro de que el próximo obispo promoverá los estudios para que se examinen con mayor profundidad los sucesos de Garabandal. He conocido conversiones auténticas [en Garabandal]. Ante estos sucesos, ¿cómo no sentir la necesidad de abrir siempre nuestro corazón a nuestra Madre María?… Les animo a seguir manteniendo esa devoción.

En noviembre de 2017, el sacerdote José Luis Saavedra presenta la tesis doctoral por la Universidad de Navarra, titulada María de Garabandal. Estado actual de las apariciones ocurridas en San Sebastián de Garabandal entre 1961 y 1965.
Por otro lado, el papa  Francisco ha distinguido de forma singular a dos mujeres que han defendido en todo momento las apariciones de Garabandal. Una de ellas es la mística francesa Marthe Robin de la cual aprobó el decreto de virtudes heroicas declarada Venerable el 7 de noviembre de 2014. y la otra es la  Madre Esperanza, murciana y fundadora de las Congregaciones de las Esclavas del Amor Misericordioso y de los Hijos del Amor Misericordioso que, el 5 de julio de 2013 con el consenso del papa Francisco, el cardenal Angelo Amato emitió el decreto de beatificación. El rito de beatificación se celebró el 31 de mayo de 2014, en el santuario de Collevalenza. La Madre Esperanza estaba convencida del carácter sobrenatural de las apariciones, lo cual resulta significativo a efectos de la credibilidad de las apariciones de Garabandal.

## Aparición del ángel
En la tarde del domingo 18 de junio de 1961, Conchita y Mari Cruz, la mayor y la más pequeña de las videntes, que son  compañeras del colegio, dejan a su grupo de amigas que jugaban en la plaza sin que se notara su ausencia.
Conchita escribió en su diario lo siguiente: Mari Cruz y yo pensamos ir a coger manzanas y nos dirigimos allí sin decir nada a nadie. Se dirigieron a las afueras del pueblo, a una huerta propiedad del maestro. Creían estar solas pero no era así porque las siguieron Mari Loli y Jacinta. Conchita y Mari Cruz se subieron al manzano y oyeron a las otras dos niñas que se acercaban; quisieron esconderse pero Mari Loli les dijo: No corras Mari Cruz que te vimos, ya se lo diremos al dueño.
En un principio Conchita y Mari Cruz estaban asustadas pero luego, con los ánimos de las otras dos dijeron Pensándolo mejor, volvimos las cuatro a coger manzanas… [Y] cuando ya nos llenamos los bolsillos echamos a correr para comerlas más tranquilamente en… la Calleja.  Este hecho de coger manzanas para comerlas no tenía ninguna valoración negativa entre los campesinos y mucho menos por parte de la autoridad que,  representada por el sargento de la Guardia Civil de Puentenansa, Juan Álvarez, lo relataba así: había un manzano lleno de fruta, lo que a las niñas llamó la atención, y como cosa de criaturas cogieron manzanas del árbol, como es natural, para comérselas, no dándole [nosotros] importancia alguna, por ser cosa de niñas;
Mientras comían las manzanas ocurrió un hecho que las desconcertó. Conchita lo cuenta de la siguiente manera: Estando entretenidas comiéndolas escuchamos un fuerte ruido como de trueno. Miraron hacia donde creían que podía venir, pero el día estaba totalmente soleado y sin nubes. Sigue relatando Conchita:¡Ay, qué gorda! Ahora que cogimos las manzanas, que no eran nuestras, el demonio estará contento, y el pobre Ángel de la guarda estará triste. y siguió comentando el fenómeno de la siguiente manera: Decíamos que a la mano derecha está el angelín y a la izquierda el demonín y después le tiramos con piedras al demonín y al angelín le decíamos que se estuviera con nosotras y después se nos apareció….
Después de tirar piedras y jugar a las canicas, serían las ocho y media de la tarde cuando en medio de ellas vieron un ángel ante el que quedaron  de rodillas paralizadas; así permanecieron inmersas en la visión, que duró unos minutos y así describe Conchita lo que ocurrió: De pronto se me apareció una figura muy bella con muchos resplandores que no me lastimaban nada los ojos. Las otras tres niñas, al ver cómo estaba su compañera, creyeron que «le había dado un mal» y comenzaron a gritar. Sánchez-Ventura relata el momento de la siguiente manera: Conchita con las manos juntas señalaba hacia la aparición y decía: «¡Ay!… ¡ay!» Llena de miedo, Mari Loli se levantó para pedir ayuda, pero se detuvo y miró hacia donde señalaba Conchita, sus amigas hicieron lo mismo. Y de pronto, todas cayeron en éxtasis y exclamaron a una voz: «¡El Ángel!» La aparición fue de muy corta duración y no les dijo nada.
Recordando esto, Conchita lo describió de la siguiente manera: Viendo al ángel hubo un cierto silencio entre las cuatro y de repente desapareció. Al volver normales [sic]. La vidente escribe deficientemente, haciendo notar la escasa formación recibida en la precaria escuela rural y muy asustadas, corrimos hacia la iglesia pasando de camino por la función del baile que había en el pueblo. Entonces una niña del pueblo, que se llama Pili González nos dijo: «¡Qué blancas y asustadas estáis! ¿De dónde venís?» Nosotras muy avergonzadas de confesar la verdad le dijimos: «¡De coger manzanas!» Y ella dijo: «¿Por eso venís así?» Nosotras le contestamos todas a una: «¡Es que hemos visto al Ángel!». Y sigue relatando Conchita:… Y seguimos nuestro camino en dirección a la iglesia, y esta chica [Pili], se quedó diciéndoselo a otras. Una vez en la puerta de la iglesia y pensándolo mejor nos fuimos detrás de la misma a llorar ya que este sitio, la parte exterior del ábside está muy cerca de la casa contigua y es un lugar muy recóndito y oscuro. De esta forma empezaron las apariciones en Garabandal.

### Primeras reacciones

#### La maestra
La niña con la que se encontraron las «videntes» cuando se dirigían a la iglesia se llamaba Pilar González a la que le contaron que habían visto a un ángel. Pilar se lo contó a otras niñas y, juntas, acudieron a la maestra del pueblo, Serafina Gómez González, viuda, natural de Cosío, que tenía una hija, Toñita, muy amiga de las videntes. El encuentro y la conversación lo cuenta así la propia Conchita:

Unas crías que estaban jugando nos encontraron y al vernos llorar nos preguntaron: «¿Por qué lloráis?» Nosotras les dijimos: «Es que hemos visto al Ángel». Ellas echaron a correr a comunicárselo a la señora maestra. Una vez que terminamos de llorar a la puerta de la iglesia, entramos en ella. En aquel mismo momento llegó la señora maestra toda asustada y enseguida nos dijo: «Hijas mías, ¿es verdad que habéis visto al Ángel?» «¡Sí señora!» «¿A lo mejor es imaginación vuestra?» «¡No, señora, no! Hemos visto bien al Ángel». Entonces la maestra nos dijo: «Pues vamos a rezar una estación a Jesús Sacramentado en acción de gracias».

Como las niñas estaban tan excitadas, mezclaban rezos, lloros y risas. Mari Loli lo cuenta de la forma siguiente: Estábamos tan no sé cómo, que tan pronto reíamos como llorábamos. Serafina no tomó postura y de forma muy maternal les propuso poner a prueba lo que decían. El consejo que les dio lo cuenta Conchita así: La señorita nos dijo que fuéramos allá tres días para ver si se repetía la visión.
En la mañana del 19 de junio de 1961, la noticia ya era conocida por todos y así lo apuntó Conchita: 

Cuando nos hemos levantado, la gente ya empezaba a hablar: «Esas cuatro niñas algo vieron porque ¡bajaban con unas caras!»… Todo era pensar cada uno una cosa. No todos estaban en contra; hubo también comentarios a favor. Cuando llegaron a la escuela, Serafina les preguntó de nuevo delante de toda la clase: «¿Estáis seguras, hijas mías…?» «Sí señora». Y volvieron a repetir lo que les había sucedido y seguimos haciendo lo de siempre sin preocupación ninguna.

#### En  casa de Conchita
Durante el tiempo que estuvieron con la maestra el asunto se propagó por la aldea de forma que prácticamente todo el pueblo lo sabía. Como se había hecho muy tarde, las niñas esperaban una buena reprimenda en sus casas. Conchita lo escribió de la siguiente manera: 

«¿No te he dicho ya que a casa se viene de día?» Yo, toda asustada por las dos cosas: por haber visto aquella figura tan bella y por venir tarde a casa, no me atrevía a entrar en la cocina y me quedé junto a una pared, muy triste…

A pesar de lo difícil de la situación, la niña prefirió no mentir y relata así su contestación: Y le dije yo a mi mamá: «¡He visto al Ángel!»” Aniceta, efectivamente, se sintió burlada por su hija: «¿Todavía? ¡Encima de llegar tarde a casa, me vienes con esas tonterías!» Yo le respondí de nuevo: «Pues es verdad, yo he visto al Ángel». La madre estuvo inconmovible pero al final admitió en su interior que le había pasado algo a su hija.

#### En casa de Jacinta
La propia Jacinta lo anotó como sigue:

mi madre –María González– tampoco dio crédito a su relato aquella noche. Sin embargo, lo mismo que la maestra, se quedó a la espera. Y muy pronto, pocos días después, al contemplar los éxtasis, comenzó a creer: “Ya empecé a creerla un poquitín –confesaba más tarde–… Y luego, después, yo le tenía mucho respeto a la aparición… aunque otras veces volvían mis dudas”. Mi padre decía «Jacinta no miente»

#### En la casa de Mari Cruz
La madre de Mari Cruz, la menor de las videntes, fue la que peor acogió a la niña.

Lo contaba años después su madre, Pilar Barrido, y lo recogen Pesquera y Ramón Pérez: Aquel día reñí mucho a Mari Cruz…. No he pegado ni regañado a mi hija… al principio sí… Igual suerte había corrido Lucía, la vidente de Fátima, en 1917.

#### En casa de Mari Loli
La madre de Mari Loli parece que fue algo más benigna que las demás.

#### El párroco
Don Valentín Marichalar se molestó mucho en intervenir para aclarar lo sucedido. Así, la misma mañana del lunes, el párroco se fue a hablar con las niñas sobre la visión que había sucedido la noche anterior y fue a esperarlas a la salida del colegio. Jacinta y Mari Cruz iban juntas a casa y las abordó sin dudarlo: 

Todo asustado les dijo: «¡A ver, a ver! ¿Es verdad que visteis al Ángel?». Ellas contestaron a la vez: «¡Sí, señor!», a lo que el párroco  les contestó: «No sé, no sé si nos engañáis». Las niñas, sonrientes le dijeron: «¡No tenga miedo que hayamos visto al Ángel!». Don Valentín quedó admirado por la calma y seguridad con la hablaban las niñas. Dubitativo, las dejó marchar y fue en busca de Conchita que relataba así su conversación con el párroco: Me encontró ya cerca de mi casa, llegó todo nervioso y me dijo: «Conchita, sé sincera, ¿qué visteis anoche?» Yo le expliqué todo…” El párroco le dijo si otra vez viera a este misterioso «ángel», le preguntase «quién es y a qué viene».

El señor cura fue a casa de Loli y, según cuenta Conchita, [Su intención era comprobar] si coincidíamos todas… [Y] Loli contestó lo mismo que nosotras. Así, [don Valentín] estaba cada vez más impresionado, porque coincidíamos las cuatro en todo. Como no podía acusarlas de mal alguno pues, las cuatro niñas coincidían hasta en los más pequeños detalles, cosa que dejó por escrito el cura en su cuaderno. Después de las averiguaciones, dijo: Vamos a esperar dos o tres días para ver qué os dice y ver si seguís viendo aquella figura que decís ser un Ángel. Esta moratoria en la toma de decisión del párroco molesto a varios vecinos del pueblo.

#### José Díez Cantero, albañil
José Díez Cantero, vecino y albañil de la aldea, que estaba trabajando esos días en la casa de Conchita, se dirigió a las niñas con dureza el mismo día 19 y trató de asustarlas para que entraran en razón diciéndoles lo siguiente: 

Si seguís con eso, habrá que dar parte a la Guardia Civil; y ellos vendrán, tomarán declaraciones, os someterán a interrogatorio… y a lo mejor termináis en la cárcel. ¿Y los líos en que se verán metidas vuestras familias? Gastos, disgustos, vergüenzas… Ellas le oían un poco asustadas, y sin replicar…; pero al final, dijeron que qué iban a hacer, que ellas no habían inventado nada…, y que no podían dejar de ir, por si volvía el Ángel.

A estas severas  advertencias contestó Conchita en nombre de todas:

«Pues que nos lleven a la cárcel, y a mi papá y a mi mamá también; pero nosotras hemos visto el ángel». Y entonces el hermano de Conchita se enfadó –cuenta Díez–, que no quería que hablarían [sic] nada de esto y dije: «Oye deja… que parece que tu hermana y las otras no se han asustado por lo que yo he dicho, me parece que no les importa… o no comprenden lo que es ir a la cárcel». [Aunque] yo se lo dije metiéndoles miedo; yo, por otra parte, tenía ese pensamiento, que podía ser la cosa importante [muy grave].

Más adelante José acompañó y protegió a las niñas de la muchedumbre y fue testigo de excepción de los sucesos ocurridos con posterioridad.

## Días posteriores
Al día siguiente, después de realizar las labores ordinarias, fueron por la tarde a rezar a «la Calleja», momentos que describe así Conchita: y muy contentas nos fuimos a ese lugar llamado Calleja (un trocito de cielo). Las niñas volvieron algo tristes porque no había sucedido nada. Sin embargo, hacia las diez de la noche cada una en su casa oyeron esta locución: «No os preocupéis que me volveréis a ver».

### Multiplicación de fenómenos
Tres días después, las «videntes» seguían haciendo sus trabajos cotidianos y el 21 de junio, al atardecer, pidieron permiso para ir a rezar a "la Calleja" a lo que Aniceta, madre de Conchita, le dijo inflexible: si quieres ir a rezar, vete a la iglesia. Poco después llegaron las otras tres niñas para pedirle a Aniceta que dejara a Conchita ir con ellas, a lo que asintió ya que tanto insistieron. En «la calleja» rezaron un rosario y como el Ángel no venía. Decidimos ir a la Iglesia; y cuando nos levantábamos, pues estábamos de rodillas, vimos una luz muy resplandeciente, que nos rodeaba a las cuatro –no vimos más que esa luz–. Don Ramón Pérez recoge lo que las videntes contaban: La luz nos ocultaba las unas a las otras. Estábamos completamente deslumbradas por esa luz, así que nos pusimos a gritar, pues estábamos aterrorizadas; pero ya la gran luz había desaparecido. Al día siguiente, 21 de junio, algo se sabía en el pueblo y  esa tarde acudieron a "la calleja" varios vecinos.
Decidieron mantenerlo en secreto pero obedecieron a don Valentín, el párroco, que les había mandado mantenerle informado de todo lo que ocurriese, así que se lo dijeron a sus familias.

### Los primeros testigos oculares: 21 de junio de 1961
Si los días anteriores las videntes habían tenido dificultad en obtener permiso para ir a rezar a "la calleja". Incluso el hermano de Conchita le dijo:«¡No se te ocurra ir a rezar! ¡La gente se reirá de ti y de nosotros, seguirán diciendo que dices ver al ángel y que eso es mentira!...». Por fin la madre la dejó ir. Como el pueblo no las creía pidieron a algunas personas que las acompañaran.  Así describe Conchita los acontecimientos de aquella tarde:

Por la tarde, después de hacer lo que teníamos que hacer, pedimos permiso a nuestros padres para ir al mismo lugar… pero al ir hacia la Calleja, viendo que la gente no nos creía le dijimos a una señora que se llama Clementina González, que si quería acompañarnos para que viera que era cierto, pero ella no quiso venir sola, pues dudaba y fue a llamar a otra señora de nombre Concesa. Así, al darse cuenta otras personas que veníamos acompañadas por estas señoras se unieron a nosotras y llegando a la Calleja nos pusimos a rezar el rosario. Terminamos y el Ángel no vino. La gente se reía mucho y nos decía: «Rezad una estación». Así lo hicimos y al terminar se nos apareció el Ángel.

Las niñas, obedeciendo al párroco, preguntaron al ángel quién era y qué quería y Conchita escribió: Pero Él no nos contestó nada. En unos breves instantes las personas que las acompañaron pasaron de escepticismo al estupor. La niña refiere escuetamente esta situación: Terminada la aparición, la gente estaba muy nerviosa…. Clementina [González, ya durante el breve éxtasis] quiso llamar a todo el pueblo, pero… [de repente] el ángel desapareció. Clementina era la esposa del albañil José Díez.
Según testimonio de Pérez: Las niñas clavadas de rodillas en el pedregoso suelo del camino, bien levantada la cara hacia algo o alguien que las tenía arrebatadas, la boca entreabierta con gracia nunca vista, un leve sonreír que ponía plena hermosura en todo su aire, el mirar de aquellos ojos tan puros… Cuando las cuatro volvieron en sí, vieron con asombro que en torno suyo unas lloraban, otras apretaban las manos contra el pecho, y otra, Clementina, estaba ya para correr al pueblo, a llamar a toda la gente. 
La citada Clementina estaba tan convencida, que le pidió a la niña: Hija, pídele a la Virgen del Carmen, pídele al Sagrado Corazón, que nos amparen… que os digan lo que quieren de nosotros. Esta situación hizo que parte del público abriese sus corazones y buscasen a Dios. Álvarez lo describe de la siguiente manera: Varias mujeres… al ver que es cierto lo que ellas [las niñas] manifestaban… lo anunciaron a todos… A partir de este día… la noticia corrió por todos los pueblos limítrofes, y a diario se desplazaban gentes a Garabandal, lo que motivó que se intensificara la vigilancia [por nuestra parte]. Estos sucesos hicieron que la noticia corriese por los pueblos de la comarca. Conchita dice en su diario del día 22 que había mucha gente.

### Primeros exámenes médicos. Los enviados de Santander
Durante los días siguientes se habrían repetido los  éxtasis, los vecinos seguían admirados y una semana después de la primera aparición Pérez dejaba constancia  de la presencia de al menos cinco sacerdotes y de numerosos médicos conocidos. Por su parte, el párroco anotó en su cuaderno que habían asistido hasta once sacerdotes entre el numeroso público. Casi un mes más tarde, el 17 de julio, el cura párroco describió así la afluencia de personas: 

“Asistieron [hoy, 17 de julio] unos ocho sacerdotes, dos doctores y 600 personas [de] fuera, [que en] todos los días no han bajado; pero ha habido días que había cerca de 3.000 personas en domingo. Muchos vienen por curiosidad, después que ven las niñas cambian; he visto a hombres llorar.

Era tal la afluencia de peregrinos que el propio brigada dela Guardia Civil, Juan Álvarez, dejó la orden escrita de que se pusiera una pareja de vigilancia en Garabandal; la noticia corrió por todos los pueblos limítrofes, y a diario se desplazaban gentes a Garabandal, lo que motivó que se intensificara [aún más] la vigilancia. Él mismo estuvo presente y los efectivos destacados al lugar desde 1961 hasta el final de las presuntas apariciones en 1965, según se aprecia en diversas fotografías. Los mozos del pueblo formaron un cuadrado con troncos y ramas en el lugar de «la calleja» donde tenían se producían las primeras apariciones para proteger a las niñas y al que solo podían acceder médicos, sacerdotes y familiares próximos a las videntes. El lugar fue conocido como «el Cuadro».

## Primera aparición de la Virgen
Nunca escucharon la voz del ángel desde que se les apareciese por primera vez. El día 1 de julio se les volvió a aparecer por décima vez y le escucharon las siguientes palabras según cuenta Conchita en su diario:

"... ese día [el ángel] nos habló muchas cosas… Estuvo dos horas y se nos hizo dos segundos”. “Nosotras sentíamos mucha alegría y nos reíamos con él. Estábamos muy contentas. Nos dijo una cosa [el «Primer Mensaje»] y nos recomendó que no dijésemos nada a nadie, ni en nuestras casas, ni al Obispo, ni al Papa, hasta que él nos lo mandase el 18 de octubre. También nos dijo que rezáramos el rosario todos los días”.

La multitud presente preguntaba a las videntes datos de la conversación con el ángel, pero como éste les había prohibido decir nada Conchita solamente les describió, con su pobre léxico de niñas de aldea poco instruidas, cómo era el ángel:

Tenía un vestido azul largo suelto, sin cinto, las alas rosas claras, bastante grandes, muy bonitas su carita ni larga ni redonda, la nariz muy guapa, los ojos negros y la cara trigueña, las manos muy finas las uñas cortadas, los pies no se le ven.

También dijeron que parecía un niño como de nueve años como más tarde se lo explicó Conchita a M. Nieves en Burgos, y añadían ellas que a pesar de su apariencia de niño, daba impresión de gran fuerza. Lo que sí les dijo Conchita a las personas presentes fue el anuncio del ángel: vengo para anunciaros la visita de la Virgen bajo la advocación del Carmen, que se os aparecerá mañana domingo. Era el día siguiente, el 2 de julio de 1961. En la iglesia, totalmente abarrotada se celebraba la fiesta de la  Visitación de la Virgen a su prima santa Isabel. Por la tarde, a eso de las tres, se reunió el pueblo en la iglesia y así lo describe el brigada de la Guardia Civil Juan Álvarez Seco, jefe de la zona e informador de los sucesos:

Se rezó el rosario en la iglesia. A continuación, las niñas bajaron en dirección a Cosío, que dista unos siete kilómetros de San Sebastián, para recibir a los hermanos de Conchita que llegaban de viaje. [Pero] a mitad del camino tuvieron que volverse, pues el público, que afluía al pueblo, reconocía por fotografías a las niñas y no las dejaban avanzar: unos por entregarles rosarios… otros por fotografiarlas… la mayor parte para hacerles preguntas. Al llegar se encontraron las calles abarrotadas de forasteros, entre ellos once sacerdotes y varios médicos.

Entre las personas que acudieron se encontraban varios médicos, sacerdotes y miembros de la Comisión episcopal, que acudían por vez primera. Cuando las videntes subían por la calleja, uno de los médicos, el doctor Morales intentó pararlas e hipnotizarlas sin conseguirlo  y comentó «Esto ya está visto» a lo que respondió el brigada Álvarez: O sea, que el doctor no había podido evitar la aparición. Las niñas siguieron hasta el lugar de las apariciones y repentinamente cayeron en éxtasis, dijeron: «La Virgen» y se arrodillaron. Alguno de los médicos presentes comprobaron que las niñas eran totalmente insensibles a los estímulos exteriores, como en las ocasiones anteriores, pero esta vez sonreían y decían palabras en voz baja, como si tuvieran una conversación. Lo que pasó lo dejó Conchita escrito en su diario:

Sin llegar allá se nos apareció la Virgen con un Ángel a cada lado. Venían con Ella dos Ángeles, uno era San Miguel; el otro, no sabemos. Venía vestido igual que San Miguel: parecían mellizos”. y  añadió al lado del Ángel de la derecha, a la altura de la Virgen, veíamos un ojo de una estatura grande; parecía el ojo de Dios.

El brigada Álvarez, que estaba en primera fila, escribió lo que escuchó a las videntes en éxtasis: La Virgen estaba rodeada de seis ángeles, contados por Conchita [extática], que se oía perfectamente. También decía Conchita «qué ojo» y después de la visión se pudo saber que era la Santísima Trinidad, en forma de ojo,  y sigue contando: las niñas dijeron que la veían en una gran luz, en el centro de la cual, un triángulo equilátero enmarcaba aquel misterioso ojo. En su diario, Conchita dio más datos de la conversación con la Virgen:

ese día hablamos con la Virgen mucho y Ella con nosotras. Le decíamos todo: que íbamos todos los días al «prao», que «estábamos negras», que teníamos la hierba en «morujos», etc., … Ella se reía ¡como le decíamos tantas cosas!

Un diálogo tan sencillo sirvió para que alguno de los testigos no dieran crédito a las apariciones lo cual refiere Conchita en su cuaderno así:

no lo creían porque decían que cómo la Virgen iba a hablar tanto pues le contamos muchas cosas. Pero la mayoría sí creía porque decían que era como una Madre que hace mucho que no la ve su hija y le cuenta todo. Con mayor razón nosotras que no la habíamos visto nunca y además ¡era nuestra Madre del cielo! y continúa diciendo: así se terminó el día 2, domingo, ¡día muy feliz! porque hemos visto por primera vez a la Virgen. Con Ella estamos todos, siempre que queramos.

### Descripción de la figura de la Virgen
La curiosidad de la gente a este respecto era grande y por ello declararon ante la Guardia Civil. El brigada Álvarez escribe: Informaron por separado al cabo Fernández... [y] todas ellas han coincidido. La descripción de Conchita es la siguiente:

La Virgen viene con un vestido blanco, manto azul, corona de estrellucas doradas, no se le ven los pies, las manos estiradas con el escapulario en la derecha, el escapulario es marrón, el pelo largo color castaño oscuro ondulado, la raya en el medio, la cara alargada, la nariz alargada fina, la boca muy bonita con los labios un poquito gruesos, el color de la cara es trigueño, más claro que el del Ángel, diferente a la vez, muy bonita, una voz muy rara, no sé explicarla, no hay ninguna mujer que se parezca a la Virgen ni en la voz ni en nada.

Acerca del aspecto de la Virgen, en 1967, cuando las videntes ya no estaban en Garabandal, el P. Gustavo Morelos hace pintar una imagen de la Virgen siguiendo las indicaciones de las niñas para dar a conocer estas apariciones en México. Una vez terminada viajó a España para mostrárselas. Cuando lo mostró a Conchita, esta le hizo el siguiente comentario sin pararse a pensar ni dudar, que recogió por escrito la M. Nieves, directora espiritual de la niña y directora del colegio:

[La Virgen] no traía corona, las estrellas que circundaban su cabeza [simplemente] se iban como entrelazando. No traía cíngulo a la cintura, la cara la mantenía erguida, el escapulario lo traía sobre la derecha y en forma de manípulo.

Para contrastar opiniones, el P. Morelos fue a Zaragoza a ver a Mari Loli y a Jacinta. Loli, al ver la imagen comentó rápidamente y sin dudarlo:

Padre, la Virgen que nosotras hemos visto no traía corona, no tenía la cabeza hacia un lado, no tenía cíngulo y el escapulario lo traía en la derecha en forma de manípulo.

### El trato con la Virgen
Describe la M. Nieves las expresiones sencillas y amorosas de Conchita al respecto:

¡Si viera qué humana es la Virgen! Algunas veces repetía, como en broma, nuestras expresiones mal dichas y lo hacía para que tomáramos confianza. Pero nosotras se la tuvimos desde el primer momento, y también  Quiero a la Virgen como si fuera mi madre. Con Ella se puede hablar de todo... Un día nos dijo: «Id muy limpias, yo también me cuidaba de eso cuando vivía en la tierra».

En otra ocasión comentó Conchita a la M. Nieves: 

[Durante los éxtasis]  la Virgen, muchas veces, no nos miraba precisamente a nosotras, sino más lejos, a la gente que había detrás. Cambiaba a veces de semblante; pero sin dejar de sonreír. Yo le preguntaba: «¿A quién miras?» Y Ella me decía: Miro a mis hijos, haciéndolas ver que no solo venía por ellas sino por todos.

El P. Pesquera relata así otra experiencia tierna de Mari Loli que tuvo lugar la madrugada del 4 al 5 de noviembre de 1962: Loli aguardaba la aparición y hacia las 3 de la madrugada empezó a arreciar el viento, con peligro de aguacero: La madre de la niña –relata Pesquera– mandó a esta que fuese a recoger la ropa, que se había dejado tendida fuera. Loli se dispuso a obedecer; pero claramente se advertía en ella la contrariedad o el miedo que le producía el tener que salir de casa a aquellas horas... Ya iba hacia la puerta con la linterna encendida en la mano, cuando cayó en éxtasis. Se santiguó repetidas veces, dio a besar el crucifijo a los circunstantes, y salió. Poco después, y todavía en éxtasis, regresaba a casa con la ropa recogida... La Virgen había visto las dos cosas, su buena voluntad y su miedo, y como Madre había venido a acompañarla.
En otra ocasión, el sacerdote belga Materne Laffineur, que estaba presente durante uno de los éxtasis que se produjo al entrar las videntes a la iglesia, empezaron a reír de forma alborotada e impropia de estas situaciones y lo comenta de la siguiente manera: "Nos escandalizamos; ¿cómo podía reírse así en presencia de la Santísima Virgen, aunque fuese una risa tan bella?… [Terminado el éxtasis] les preguntamos por lo de la risa, que tanto nos había desconcertado. Conchita nos explicó: «Es que la Virgen se echó a reír». «¿Y por qué?» «Por lo mal que estábamos cantando». Desde luego, esto era verdad y nuestros magnetófonos dan testimonio de ello".

## Aparición del Sagrado Corazón de Jesús a Jacinta
A las preguntas que el periodista Zavala le hizo 60 años después, Jacinta contestaba así:

Sí, lo vi una sola vez en mi vida. Fue en junio de 1961. Se me apareció en «la Calleja» de Garabandal, muy cerca de donde había una imagen de la Virgen del Carmen y donde ahora han colocado una del Sagrado Corazón de Jesús. Caminaba yo con Conchita, Mari Loli y Mari Cruz cuando, de repente, ellas tres se hincaron de rodillas y miraron hacia arriba. Yo me quedé sorprendida «¡Qué extraño, si yo no veo nada!» me dije.

Fue entonces cuando se me apareció el Sagrado Corazón de Jesús. Más tarde le pregunte a Loli qué habían visto y me dijo que al ángel. «¡Ay, yo no!» le comenté. «¿Qué viste tú entonces?» inquirió ella. Yo vi al Sagrado Corazón de Jesús, confesé. Le faltó tiempo  a Loli para decírselo luego a mi madre.

Jacinta relató describió así al periodista y escritor Zavala los detalles de la visión y de sueños posteriores:

Flotaba en una nube. En un sueño me vi sola en la parte trasera del templo, que es muy oscura, como en penumbra. De pronto entró un señor con pelo largo y negro y dije para mis adentros: ¡Ay, yo me voy de aquí!; al cruzar el umbral de la puerta de salida escuché una voz detrás de mí que decía: 
Jacinta, no te vayas. Petrificada, acerté a decir: ¿Es que acaso me conoces?; claro que te conozco. Le pregunté quién era y me contestó enseguida: Soy Jesús. Yo acerté a decir ¿El Sagrado Corazón de Jesús?; contestó Sí; yo dije: ¿Otra vez te me apareces?. Contestó: No vengo por ti sino por todos; Contesté: ¿No puedes escoger  a otra persona para eso?. Jesús me dijo: Te he elegido a ti para darme a conocer y amar al mundo. Yo exclamé ¡Ay, no!; Él me dijo: Yo te daré la fuerza que necesitas. Estate tranquila, Jacinta me aseguró con firmeza.

## Los éxtasis
Las primeras descripciones que existen de los éxtasis de Garabandal pertenecen a los días de junio en que tímidamente unas pocas personas se atrevieron a acompañar a la niña a la Calleja, más concretamente el 21 de julio de 1961. Lo cuenta Prudencio González, que probablemente fue el primer testigo de los éxtasis; ya el 18 o a lo más el 20 de junio, este pastor pasó con sus ovejas entre las niñas en éxtasis, cuando estaban completamente solas en la Calleja: 

Tuvo de apoyarse en el hombro de una de ellas –se lo confesó a Pesquera–, y su impresión fue enorme, como si hubiera tocado el misterio. El hombro no parecía de carne, blanda y caliente, sino de algo rígido y frío, que estremecía.

Prudencio, que no había dado ningún crédito a las niñas, se quitó enseguida su gorra y pasó con reverencia, sin volver a tocar a las pequeñas. Vicente Mazón, posiblemente el mismo día que Prudencio, relata una experiencia similar. Bajaba Vicente por la Calleja llevando sobre el hombro una colmena de tronco muy pesada. Al ver que las niñas no se apartaban, se quejó de su mala educación: "Estas coño crías…" Al acercarse más, la impresión causada por la visión del éxtasis quedó tan grabada en Vicente, que nunca olvidó aquel primer encuentro con las apariciones.
Otros testigos como, en este caso María J. Juliani no encuentran palabras para describirlo: 

La carita que se les ponía, estaban tranquilamente jugando, hablando y, cuando les llamaba la Virgen, era una cosa especial. [Y decían:] «Nos vamos», «nos llama» –recuerda una peregrina de Burgos–; y ¡les cambiaba la carita! Se les ponía esa sonrisa de bondad, esa sonrisa inocente, blanca, una cosa, una cosa ¡que no se puede explicar! Es una carita especial, una cara no sé cómo, como transformada, que te llegaba hasta el alma. Más que unos rasgos exhaustivos, transmite la impresión de la existencia de algo sobrenatural que tenían tantos testigos ante la transformación radical que la visión provocaba en las pequeñas.

Otro testigo directo, Pepe Díez, recuerda con la misma viveza que los anteriores testigos, la impresión exterior de los éxtasis: 

Librándolas de muchas personas que querían atropellarlas… muchas veces las toqué… no con mala intención, sino en barullos o avalanchas de personas… Es donde notaba una cosa, muy extraordinaria, tan extraordinaria que no parecía carne, no parecía una persona humana, parecía, digamos, un bloque, o sea, una cosa rígida… no sé… muy difícil explicarle.

Como muestra de la similitud de los testimonios se describe otro más de los muchos posibles. Es el de una de las primerísimas testigos, Rosario Gutiérrez, Sarín. Aunque natural de Cosío, Sarín tenía campos en Garabandal, por lo que diariamente subía a la aldea. Fue una de las más asiduas peregrinas: A aquellas crías se les transfiguraba la cara. Vecinos y forasteros no acababan de encontrar palabras suficientemente expresivas para transmitir la impresión exterior de los éxtasis. 
Serán los médicos quienes encuentren las palabras más adecuadas para describir la riqueza de fenómenos de Garabandal, tantas veces contados por los testigos. Así, por ejemplo, el neuro-psiquiatra de Barcelona, dictor Ricardo Puncernau escribe: 
1. Pérdida de la sensibilidad y de la sensorialidad.
2. La abolición del reflejo fotomotor y de oclusión palpebral.
3. La plasticidad muscular cérea durante los trances.
4. La resistencia a la fatiga.
5. El mimetismo exacto en los cambios de expresión emocional de la cara, en las cuatro a la vez.

Todo esto no puede considerarse en absoluto un juego de niñas. La historicidad médica de los hechos de Garabandal, de la que hay abundantes testimonios gráficos, es incontrovertible".

### Repentino cambio de peso
Está muy documentado en el caso de la videntes de Garabandal un fenómeno poco común en la mística: un cambio de peso en las videntes. Antes ya se mencionó el caso que protagonizó el médico de la comarca, el doctor José Luis Gullón. Para mayor abundamiento, Pepe Díez recuerda otro caso significativo por la perplejidad que produjo en los presentes los claros indicios de los cambios citados. Dos hombres de Santander habían oído hablar de las apariciones y del aquel fenómeno del cambio de peso que sorprendió a otros en los primeros días de apariciones. El más joven de estos dos hombres –cuyos nombres no se conocen–, después de ver a las niñas en éxtasis, observaba que una niña de 12 años como Jacinta, rondaría los 35 kilogramos, 40 a lo sumo. A este joven, acostumbrado a trabajar y bien formado, le parecía imposible lo que se contaba, de que en éxtasis las niñas no las podía levantar nadie. No dando crédito a esto, pidió permiso a Ceferino, padre de la vidente, para intentar levantarla. Se acercó a la niña e intentó levantarla pero no pudo: Y venga a hacer esfuerzos –recuerda Díez– y venga a hacer movimientos y no pudo despegarla del suelo y se volvió hacia el padre de Jacinta… y dijo: «Oye… si yo voy a Santander y digo esto, no me creen…». Desconcertado aún por el resultado de lo anterior, el joven vaciló un momento, pero al fin se acercó. Pepe Díez, que estaba presente, relata lo sucedido: La levantó igual que una muñeca… y se asustó, el chico se asustó, porque la suspendió más de lo que pensaba, y dice: «Hombre, ahora sí que estoy convencido de que esto es verdad. Ahora que, esto yo no lo puedo decir porque no me lo cree nadie»".
Este fenómeno lo contaba otro testigo: el brigada Álvarez de la Guardia Civil: 

Más que impresionarme me emocionó el día en que estando en la cocina de la casa de Conchita, en compañía del doctor Ortiz, de Santander, y de algunos sacerdotes, Conchita cayó en éxtasis y en el momento en que iba a dar a besar una medalla a la Virgen no alcanzaba los labios de la Señora. Jacinta, sin estar en éxtasis presenció todo esto. Conchita le decía a su amiga: «Salta tú, porque yo no puedo llegar». Entonces nosotros intentamos coger a Conchita y levantarla, pero fue inútil. Ni siquiera la movíamos del suelo, daba la sensación de que pesaba miles de kilos. Sin embargo, Jacinta, se acercó a ella y con sus escasas fuerzas logró levantar a Conchita. Aquello me dejó perplejo…".

Por encima de todos los esfuerzos y pruebas, durante los éxtasis, las niñas eran inamovibles: médicos, peregrinos y la misma autoridad civil tuvieron ocasión de comprobarlo. La conclusión a la que todos llegaban era la misma: reconocerse igualmente incapaces de dominar o explicar este cambio repentino de peso.

### Las llamadas
Desde el 3 de julio de 1961, la solidez de los fenómenos ocurridos durante los primeros días hizo que el público aumentara sin cesar. Acudían desde toda la geografía española y también desde otros países, un río de personas. Entre los espectadores había al menos tres grupos de personas: 
1. Los incondicionales devotos, que aceptaban y aun ampliaban la magnitud de cuanto tenía lugar
2. Los detractores, en ocasiones manifiestamente cerrados a la posibilidad de las apariciones,
3. Los observadores, que atendían a cuanto sucedía, sopesándolo todo.

Hubo una situación en la que el interés del público suscitó un examen tan original como extraordinario. Tuvo lugar en torno al fenómeno de «las llamadas». El 3 de julio, decimosexto día desde el comienzo de los sucesos, las videntes comentaron por primera vez una inexplicable y extraordinaria experiencia interior, una especie de premonición del éxtasis que les anunciaba la venida de la Virgen. Las mismas niñas pusieron un sencillo nombre a aquella impresión: «las llamadas».  La vidente Conchita lo relata de la siguiente manera:

Era como una voz interior, pero que no la oíamos con los oídos, ni oíamos llamar con nuestros nombres: es como una alegría. Son tres llamadas: la primera es una alegría más pequeña, la segunda ya es algo mayor, pero a la tercera ya nos ponemos muy nerviosas y con mucha alegría. Entonces ya viene y nosotras íbamos a la segunda llamada porque si íbamos a la primera teníamos que esperar allí hasta muy tarde; porque de la primera a la segunda, tarda mucho.

Al escuchar aquel relato de las llamadas, propusieron verificar la verdad de lo contado por Conchita. La operación consistiría en dispersar a las niñas para poder comprobar la hora de sus trances por separado. Pérez indica que el 3 de julio, día en que las videntes describieron por primera vez aquella premonición, surgió la ocasión de realizar un exhaustivo examen. Se juzgó conveniente calificar que, si las apariciones eran verdaderas, el trance de cada una por separado debía de coincidir con exacta simultaneidad; no cabía otro resultado. Con esto no se buscaba presionar a las niñas sino una  búsqueda de la verdad. Según la explicación de las mismas videntes, las llamadas eran tres. Así, cuando la tarde del 3 de julio las pequeñas confesaron «tener la primera llamada», propusieron al párroco distanciar unas de otras para ver qué pasaba. A don Valentín le pareció bien y se procedió a dispersar a las pequeñas en casas diferentes, sin reloj ni medio de comunicarse con las otras videntes, las niñas quedaron separadas. Junto a las niñas, reloj en mano, no se perdió detalle de lo que pasó en las distintas casas. Se trataba de verificar el momento exacto de aquellas llamadas. Conchita relata el hecho de la siguiente manera:

Nos desapartaron [sic] para ver si coincidíamos. Después de media hora tuvimos la segunda llamada y coincidimos las cuatro, pues al mismo tiempo estuvimos en el Cuadro a la vez y esto admiró mucho a la gente y se preguntaban cómo era posible que coincidiéramos.

Los resultados de esta prueba, preparada minuciosamente para evitar cualquier manipulación, rompió los numerosos pronósticos acerca de la imposibilidad de coincidencia de las videntes. Las autoridades y el numeroso público quedaron desconcertados y, a pesar de ello, se decidió repetir el experimento en varias ocasiones obteniendo siempre el mismo resultado. Desde el primer día de las llamadas, el 3 de julio de 1961, estas se repitieron en varias ocasiones. Las niñas corrían al Cuadro, aún sin entrar en éxtasis, lo cual hizo que ellas fueran aún más conscientes de lo extraordinario de los hechos.
La ya citada peregrina madrileña María J. Juliani lo relata de la siguiente manera:

Todos los días tenían, a una hora u a otra, como no avisaban… Ellas estaban a lo mejor jugando, cantando, haciendo las cosas que fueran y, de repente, salían pitando. Era una cosa, era una cosa especial… Un día, estaba Loli haciéndose un bocadillo en su casa, un bocadillo de chorizo, además. ¡Lo más normal! normal! [se ríe]… Y, a mitad del bocadillo, lo deja allí y dice: «Me llama». Salió pitando, y salimos todos pitando detrás de ella, claro. Y cuando llegamos a la iglesia… ella pues hizo una reverencia muy chunga [deficiente] al Sagrario. Y de repente [dice ya en éxtasis]: «¿Pero qué me dices?» Y susurra: «¿Un garabato?» Y ya se santiguó perfectamente.

La Virgen la estaba corrigiendo… porque no había saludado con el respeto que debía haber saludado a Jesús. Pero, claro, una niña chiquitina, de diez u once años [no aprende sola]… A mí me impresionó mucho lo del garabato, y siempre que me voy a santiguar me acuerdo de lo del garabato y procuro santiguarme bien.

## Conchita ante el obispo de Santander
Ante la gran cantidad de sucesos y el aumento de la expectación y peregrinaciones, la Comisión Episcopal de Santander solicitó la presencia de la mayor de las videntes en Santander. Entre el 27 de julio y el 3 de agosto de 1961, llevaron a Conchita a Santander, capital de la diócesis. En realidad llamaron a las cuatro niñas según recuerda Jacinta, pero solo fue Conchita. Los padres de las otras se negaron a que se fueran.
La comisión consideraba que con la asistencia de Conchita era suficiente ya que la consideraban la inductora principal del engaño como señala Ochayta, se la consideraba como la inductora de las apariciones… [Así] en Santander fue interrogada por don Francisco Odriozola y los doctores Piñal y Morales. Todos opinaron que no había fundamento para defender la realidad de las apariciones e hicieron firmar a Conchita un documento en el que esta reconocía sus dudas.
Al respecto decía Conchita:

Decían que yo era la que obsesionaba a las otras y entonces me llevaron para hacer pruebas y el primer día tuve aparición junto a una Iglesia, la de Consolación [de Santander, cerca del muelle]. 

La niña describió así su conversación con los comisionados:

Me decían: «Ponte tiesa, mírame a la nariz…, que te voy a hipnotizar». Y cuando me dijo: «Mírame a la nariz», yo me reía… Y él me decía: «No te rías, que no es cosa de risa».

 Los días que permaneció en Santander, el Padre Odriozola les dijo a sus sobrinas que llevaran a Conchita a la playa, al cine, a tiendas y ferias, cosas todas ellas que la aldeanuca (sic) nunca había conocido.

### Amenazas de internarla en un manicomio
Aniceta, la madre de Conchita, enterada de por lo que se estaba pasando su hija, fue muy indignada a Santander para llevarse a la niña al pueblo. Conchita, al conocer las intenciones de llevarla de vuelta al pueblo, se negó por dos veces a irse con ella. Aniceta no permitió aquel capricho y la niña tuvo que obedecer. Cuando ya estaba en el pueblo, Conchita refirió este suceso de forma diferente de la siguiente manera:

Al cabo de ocho días, un señor intervino para traerme [al pueblo] y mi mamá me fue a buscar, y me vine; su nombre es don Emilio del Valle Egocheaga: se lo tendré presente toda la vida".

El día 3 de agosto de 1961, el mismo día del regreso pero unas horas antes regresar, la niña había terminado negando las apariciones. Su tía Maximina González, hermana de Aniceta, que estuvo presente, acompañó a la madre de la niña a Santander e hizo el siguiente relato:

“[Emilio del Valle] nos puso un taxis [sic], fuimos a Santander. Cuando llegamos a Santander… vamos al despacho de… del doctor Piñal… Y estaba también allí este sacerdote [Odriozola]… Y estaba don Luis [González López]. Estábamos tres, mi hermana y yo… estábamos seis… [Odriozola decía]: «Bueno, Conchita, pues si tú no desistes de esto, a ti te llevaremos a un manicomio y a tu familia a la cárcel»… Y ya entonces dijo ella: «¿Pues saben lo que les digo? que lo mío al mejor [sic] no era verdad, pero lo de las otras al mejor [sic] sí»… «Muy bien, muy bien, Conchita» Con esto, para ellos ya había negao [sic]… Y entonces le dicen: «¿Lo quieres firmar, Conchita?». «Bueno». Y entonces le dieron a Conchita un papel: «Pues toma, Conchita, firmas». El papel estaba blanco, un papel blanco. Y entonces le firmó por aquí [en la parte inferior del papel]… Y entonces dijeron: «Bueno, pues ahora vamos a ir donde el señor Obispo» que vivía entonces en Corbán, se llamaba don Doroteo… Llegamos allí… y, entonces, muy amable el Obispo, muy amable: «Bueno, bueno, Conchita ¿tú qué prefieres: irte a tu pueblo a cuidar corderos o estarte aquí en un colegio de señorita?» Estas palabras le dijo don Doroteo. Y dice ella: «Yo prefiero estar aquí de señorita». «Pues muy bien, pues muy bien». Y ya me recuerda que estuvimos un rato hablando como es natural y ya después venimos [al pueblo]… Y cuando se vino… [la tarde siguiente, 4 de agosto de 1961] ¡hubo un revuelo! Hubo como una comisión contraria que estaba este sacerdote también [Odriozola] y estaba don Celestino Ortiz –que se murió– y estaba Plácido Ruiloba, que vive, y estaban… pues muchos. Anduvieron cerca de pelearse… don Celestino y Plácido iban a favor y los otros, los curas iban en contra y…. ¡ay! fue una noche de mucho discutir, esta noche… y le decían a Conchita: «Bueno, Conchita, ¿tú qué dices? estabas en Santander viendo la verdad y vienes aquí a ver la mentira». «No, –respondió la niña– creo que yo estaba en Santander viendo la mentira y he vuelto aquí a ver la verdad»”.

El doctor Celestino Ortiz relata estos mismos hechos en una entrevista publicada seis años después, en 1967:

Cuando Conchita firmó las declaraciones al señor Obispo don Doroteo Fernández que ustedes dicen que fue de una manera espontánea… la pequeña fue amenazada por un miembro de la Comisión [Odriozola] con meterla en un manicomio y a su familia en la cárcel. Intentando hipnotizarla [el doctor Morales], cosa que no consiguió por ser contraria a la voluntad de la pequeña. Firmó bajo esa presión, que públicamente rectificó más tarde en presencia de una mayoría de los miembros de la comisión [Odriozola entre otros]. Esto [entre otras cosas] explica por qué el entonces señor obispo de Santander, no tomara las medidas oportunas para terminar, con lo que ustedes juzgan como un juego”.

Después de aquellos días sin apariciones para Conchita, la niña volvió a ver a la Virgen. Esta le dijo que por su débil actitud en Santander había perdido las apariciones y continúa diciendo Conchita: 

“[que] como iba todos los días a la playa, no se me aparecía… Ahora ya me he confesado”.

La Comisión pensaba que, sin la mayor de las videntes, las apariciones desaparecerían. Durante su ausencia, las apariciones habían proseguido pues el 29 y 31 de julio y el 1 de agosto, a las otras tres videntes se les apareció la Virgen. Este último día fue novedoso en el sentido de que las niñas, al rezar el Ave María, lo dijeronde la siguiente forma: "… Santa María, Madre de Dios y Madre nuestra, ruega por nosotros…".

## Los fenómenos se multiplican a partir de agosto de 1961

### Las caídas
El 3 de agosto de 1961 don Valentín anota por primera vez y de repente, las niñas en éxtasis cayeron por tierra. Estaba entre los asistentes un sacerdote de León, don Manuel Antón que describe lo sucedido de la siguiente forma:

“Todos nos asustamos mucho, temiendo que pudiera suceder algo grave. La madre de una de las niñas, no puedo decirle cuál [Jacinta], se acercó a tomar a su hija, llorando con todo desconsuelo. Yo, muy alterado, casi a gritos, empecé a decir: «Pero, ¿es que entre tanta gente no hay siquiera un médico que pueda hacer algo ante cosa tan 'extraordinaria'? ¿Es que no hay alguien?»… Don Valentín, el párroco, que estaba entre la gente, interrumpió entonces el preocupado silencio general, diciendo con voz grave: «Esto de aquí, siempre ha sido 'extraordinario', lo que pasa es que somos hombres de poca fe». Confieso que me impresionó aquella salida; y al cabo de los años, la recuerdo como si la estuviese oyendo ahora mismo. Después de un rato como si despertaran de un maravilloso sueño las niñas volvieron en sí, y se incorporaron, tan naturales, tan frescas, tan sonrientes".

Este hecho no era tan insólito pues lo habían experimentado ya santos como Santa Catalina de Siena.
El público le dio un nombre a este fenómeno: las caídas. A partir de este día, 3 de agosto de 1961, las caídas se repitieron con regularidad. El público, pasado el desconcierto de la primera vez, esperó expectante las delicadas figuras que formaban las videntes. José Luis López de San Román lo refiere de la siguiente manera: 

"caídas y levantarse sin apoyarse, con modestia y pudor donde el modo de caer exigía que la falda hubiera quedado mal". Todo manifestaba la delicadeza de la Virgen y la belleza de la vida en Dios.

### Marchas extáticas
El día 4 de agosto, un día después de que llegara Conchita al pueblo, caminaron por primera vez en estado de éxtasis. Con la cabeza levantada mirando al cielo las cuatro videntes caminaron gran cantidad de veces y en todo tipo de condiciones meteorológicas, de día y de noche, de pie o de rodillas, hacia adelante o hacia atrás, en medio de un gran gentío o prácticamente solas. La francesa Christiane Roman-Bocabeille, presente en varias ocasiones, lo describe de la siguiente manera:

Corriendo, además, porque no iban despacito, no, no, no. ¡Había que correr detrás de ellas! Iban igual para adelante que luego iban para atrás, que luego se iban para un lado. Nunca las vi ni vacilar, ni caerse ni nada.

Maximina González, tía de Conchita, que también presenció estos sucesos en varias ocasiones en noviembre  de 1967 los describe así:

Hemos estado nevados, y ¡si vieras cómo andaban de rodillas las niñas por la cuesta de los Pinos, para atrás, por todos los escajos y por toda la nieve! Daba pena verlas; y, además, granizaba mucho y con viento: un frío terrible.

Otro testigo de estas situaciones fue José A. Juliani, burgalés, que pasó más de mes y medio en el pueblo a partir de agosto de  1964:

“[Nada más llegar] preguntamos: «Pues ¿dónde están las niñas?» «Las niñas están en cualquier sitio» «¿Y cuándo son las apariciones?» «Pues a cualquier hora, pero suele ser por la tarde. Pero estando aquí no os preocupéis que os vais a enterar porque alguien dirá ¡Que ya están las niñas! y bum, todo el mundo irá». Y eso pasó. Y estuvimos viendo… muchas cosas que a los demás no lo sé, pero a mí me parecieron interesantísimas.

### Lugares de las apariciones
Las niñas se detenían con cierta predilección en la Calleja y el Cuadro –donde comenzó todo– y también en los Pinos. La Calleja, ancha al comienzo, se va reduciendo hasta convertirse en una empinada senda que conduce a los Pinos, así llamado por los vecinos, es un pinar domina el pueblo, y está situado en una suave hondonada del monte Hormazo, sobre la aldea. Los Pinos, entre los primeros lugares, es uno de los lugares más frecuentes de las apariciones, donde tuvo lugar un gran número de éxtasis. Las niñas no se detenían en los alrededores de la aldea sino que muy pronto entraron también en las casas del pueblo donde rezaban y santiguaban a los moradores.
El padre de Jacinta, Simón González, recuerda en estas nuevas situaciones con especial ternura, como una  muestra de delicadeza de la Virgen: "todas las casas del pueblo las visitaron, todas" y cuando rezaban en éxtasis era muy emocionante. Daban su cruz para que la besaran los presentes o hacían la señal de la cruz en los más distintos lugares: en las camas y en los vehículos. Y en esto manifestaron indicios de clarividencia: "Iban a las cabeceras [de las camas] –recuerda Simón– e igual aquí hacía una cruz sola… pues era señal que dormía allí una persona sola. Pues si hacían dos pues allí dormían dos, un matrimonio o hermanos… era exacto”.
Las preferencias de las videntes eran las casas de los enfermos y de los difuntos. Simón lo recuerda así en su testimonio: 

Cuando moría alguno [las videntes llegaban pronto y] rezaban una estación allí, al lado del cadáver. Pero parece que… [nos oyeran] porque ellas rezaban y nosotros contestábamos; pero ¿hablar? Ni una palabra, nada más que rezo y después se marchaban. Y a los enfermos también iban, pero no rezaban, nada más santiguarles. Las niñas "cuando rezaban en éxtasis [en las casas] era muy emocionante…. muy emocionante".

Entre las visitas, las que más destacaban eran las del cementerio. Maximina González, tía de Conchita, lo relata  poniendo de manifiesto la dureza de las difíciles marchas extáticas sobre la nieve:

[Durante el éxtasis] a pesar de la nevada [Conchita] subió y bajó de rodillas hasta los Pinos, rezando el rosario. Cuando llegamos al pueblo se dio la vuelta, se puso de pie y fuimos hasta el cementerio. El cementerio por entonces tenía un acceso muy malo, un camino de mucho fango, nos metimos hasta las rodillas porque íbamos en albarcas, no teníamos botas. Conchita llegó con el Cristo, la puerta estaba cerrada, y metió el Cristo por la reja de la puerta haciendo gestos como si estuviera dando a besar el Cristo a gente que estuviera al otro lado. Estuvimos allí un rato y volvimos a casa de Conchita, todavía en éxtasis. Serían las tres y media de la mañana. Cuando terminó el éxtasis le dijimos: «Ay, por favor, Conchita, ¿dónde nos llevaste?». Y ella respondió: «¡No! No me he movido de aquí. Yo no he ido a ningún sitio». Total, que no se había dado cuenta que había salido de casa". 

### Levitaciones
De los tres tipos de levitaciones que distingue la Teología mística y explicadas por  Royo Marín O.P. que son: éxtasis ascensional, vuelo extático y marchas extáticas, esta última fue la que se produjo en  Garabandal.
Hay muchos testimonios de estas marchas por parte de los asistentes a ellas. Juan Álvarez, por ejemplo, las decribió así: 

He sido testigo además de los éxtasis, de centenares de marchas extáticas, corriendo velozmente en este estado por las calles del pueblo, e incluso algunas veces de espaldas… algunos del pueblo trataban de correr sin poderlas alcanzar, incluso las videntes en estado normal no podían alcanzar a las que estaban en éxtasis.

Manuel Jesús, vecino de la aldea, lo recuerda de la siguiente manera: 

Me impresionaba ver correr a las niñas. Normalmente los chicos corren más que las chicas, más cuando ellos son un par de años mayores, como era mi caso [tenía 14 años]. Pero yo no podía alcanzarlas cuando entraban en trance. Y eso que no miraban al suelo. Las veías correr y decías: ¿Cómo es posible que corran así? No las podías alcanzar.

Una mujer que presenció gran número de fenómenos, hace especial hincapié en la velocidad de aquellas marchas, lo mismo hacia delante que hacia atrás: 

Bajaban de los Pinos de espaldas, y a pesar de lo mala que es esa bajada y hacerlo de espaldas, no había quién las cogiera… Yo creo que volaban, nadie las vio volar, pero algo así tenía que ser.

Pepe Díez, el albañil del pueblo, que fue testigo de estos fenómenos en innumerables ocasiones, lo relata de la siguiente manera:

Me fijaba mucho en esto: el paso de las niñas, en su velocidad, era un paso normal. Un paso normal y avanzaban tres veces más que cualquier persona. Seguirlas era imposible… el movimiento de sus piernas lo hacían como una corrida normal pero el adelantar era una cosa extraordinaria. Si alguno llegaba el primero era yo, tendría yo unos treinta y cinco, y no me ganaban todos a correr… pero no era yo solo el que corría. Cuando andaban de rodillas o para atrás era menos rápido, pero una persona normal andando no las seguía.

El médico doctor Puncernau escribe su testimonio acerca de lo observado de la siguiente manera: 

Era muy curioso porque daban la impresión de que apenas se movían, en una marcha un poco alada, como si fuera una película al ralentí como en una seudolevitación, pero la velocidad era increíble, tanto que los mozos del pueblo, jóvenes y fuertes, a pesar de sus esfuerzos no podían alcanzarlas. Después de correr por todo el pueblo volvieron al paso normal y al poco rato salieron del trance sonrientes.

David Toribio, vecino de la aldea, fue testigo de otra levitación y lo cuenta así:

Las cuatro niñas en éxtasis pasaron cogidas del brazo sobre un puentecillo por el que cabían solo dos: las dos de los extremos –lo recuerdan muchos en el pueblo– cruzaron por el aire. Durante las veloces marchas extáticas, hubo ocasiones en que un giro inesperado o un obstáculo insalvable era también rebasado por un velocísimo vuelo de las niñas. Muchos los vieron.

Las levitaciones sutiles de tipo ascensional, leves vuelos de pequeña elevación fueron mucho más frecuentes. En una de ellas estaba presente el doctor Celestino Ortiz de Santander y observó un día una caída (en éxtasis) de las niñas. De pronto se dio cuenta de que la niña no podía estar tocando el suelo en la posición en la que se encontraba. Le parecía que, levemente, estaba suspendida en el aire. El padre de Jacinta, Simón González, que estaba junto al médico, declaró que el doctor Ortiz pasó entonces la mano por debajo de Conchita, comprobando así su primera impresión. Simón González lo cuenta en su testimonio. Todos los presentes vieron cómo el brazo de Celestino Ortiz pasaba de lado a lado bajo la pequeña, rebasando por debajo completamente el cuerpo de la vidente sin tocarla. El brigada Juan Álvarez, que también estaba presente, lo describe como una de las apariciones que más me han impresionado: No se me olvidará mientras viva. Yo vi cómo la niña estaba suspendida en el aire, en el vacío, sin que nadie la aguantara ni tuviera debajo de ella ningún punto de apoyo.
Benjamín Gómez, vecino del pueblo recuerda un hecho similar ocurrido dentro de la iglesia del pueblo y lo refiere de la siguiente manera:

[estando Conchita echada sobre el suelo] ... la muchacha se levanta [sin moverse]; lógico a mi juicio, que por artista que quiera ser, tenía que haber doblado algo del cuerpo, sea la cintura, sea las rodillas, sea lo que fuera; sin embargo, se ha levantado hecha una pieza completamente, pero ¡rápida! ¡rápida completamente! ¿cómo aquel cuerpo se levantó sin poder hacer ningún apoyo en la tierra?

### La hierognosis
La hierognosis, etimológicamente “conocimiento de lo sagrado”, es definida por la Teología Mística como una facultad concedida por Dios a:

... algunos santos, sobre todo los extáticos, [por la que son hechos capaces] de reconocer las cosas santas (la sagrada forma, los rosarios o escapularios benditos, las reliquias…) diferenciándolas inmediatamente y sin vacilación de los objetos profanos.

Royo-Marín señala que en Garabandal, en repetidas ocasiones, las niñas en estado de éxtasis reconocieron a sacerdotes y religiosos que estaban vestidos de paisano, es decir, sin su atuendo clerical sin haber interactuado con ellos ni recibir ayuda de otros. En una ocasión de fecha desconocida, dio Conchita a besar el crucifijo a algunas de las personas presentes; ella misma se sorprendió de lo que le fue comunicado al terminar el éxtasis: 
Todos aquellos a los que había dado a besar el crucifijo eran sacerdotes vestidos de civil.

## Controversias
El 17 de junio de 1984, en la edición impresa de El País, apareció una noticia en la cual la «vidente» Mari Cruz González, negaba haber visto a la Virgen, y más bien, señaló a Conchita González como la causante de haber montado esa historia. El artículo en cuestión citaría la confesión de Mari Cruz:

Nunca vi a la Virgen en los pinos ni a ningún personaje celestial. Creo que si aquella tarde del 18 de junio Conchita no hubiera estado con nosotras en la finca del maestro, la historia no se habría montado y San Sebastián de Garabandal hubiera seguido por los siglos de los siglos su vida rutinaria y tranquila.
De repente se puso en éxtasis, recuerda Mari Cruz, "y hasta nos dio miedo aquella especie de comedia, y pensamos que podría haberse puesto mala. Nos metió a las tres en la cabeza que había visto al ángel"
La presión ambiental a la que se vieron sometidas las niñas videntes fue un factor determinante para que se prolongaran durante casi tres años las concentraciones para asistir a las supuestas apariciones. "Se nos acosaba para que viéramos al ángel y luego a la Virgen, y aquellos fanáticos no se detuvieron hasta tener redactado incluso un mensaje, como había acontecido siempre en otras apariciones, como en Lourdes o en Fátima.

Por su parte, Conchita en una entrevista de 1971 dijo que una vez finalizaron las apariciones perdió la evidencia y se retractó diciendo que «no había visto a la Virgen, que le quería decir al obispo que fue todo una ilusión, un sueño…», posteriormente dudó sobre la veracidad de lo ocurrido y en la década de los 80 reafirmó su postura inicial en un documental para la BBC.[cita requerida]
Las jóvenes afirmaron que la Virgen María les había anunciado una serie de hechos milagrosos que sucederían antes del «Milagro» y el fin de los tiempos, sin embargo, estos hechos nunca llegaron a concretarse:
- El padre Pío de Pietrelcina recibió la visita de Conchita González en San Giovanni Rotondo, quien le manifestó que él vería el «gran milagro» en Garabandal, no obstante el estigmatizado falleció en 1968 sin ser testigo del prodigio anunciado.[118] Aunque más tarde la vidente Conchita cuestionada por el hecho, le presentó su duda al Padre Cennamo: ¿Por qué la Virgen me dijo que el Padre Pío iba a ver el milagro y él ha muerto? A lo que el capuchino responde: Él vio el milagro antes de morir. Me lo dijo él mismo.[119]
- Joey Lomangino, un neoyorquino que perdió ambos ojos y el olfato en un accidente en 1947 cuando solo tenía 16 años,[120] acudió a Garabandal en 1964, por encargo del padre Pío, recibiendo la siguiente promesa de la Virgen por boca de Conchita: «Querido Joey, hoy en una locución en los pinos, la Virgen me dijo que te comunicara que la voz que tú oíste era de ella. Que tú recibirás nuevos ojos en el día del gran milagro»,[118] sin embargo murió el 18 de junio de 2014, con la misma ceguera que lo aquejaba.[19]
- Conchita aseguró que la Virgen le dijo: «Después de la muerte de Juan XXIII, quedarán solamente tres papas y después vendrá el fin de los tiempos» (Diario de Conchita del 5 de junio de 1963), pero después del Papa Buono llegaron seis papas más: Pablo VI, Juan Pablo I, Juan Pablo II, Benedicto XVI, Francisco y León XIV.[7]
- El padre Luis María Andreu, un profesor de teología, acudió a Garabandal para indagar si las apariciones eran verídicas. El 8 de agosto de 1961 durante el éxtasis de las «videntes», el teólogo repitió cuatro veces la palabra ¡milagro! y partió en coche hasta Cosío donde se detuvo antes de fallecer. Conchita profetizó al respecto «El día del Milagro, el cuerpo del padre Luis Andreu será sacado incorrupto de su sepulcro». A principios de 1976, el cuerpo de Andreu fue exhumado del seminario de Oña y llevado al cementerio jesuita del Santuario de San Ignacio de Loyola, encontrándosele en estado esquelético.[7][118]

El sacerdote José Olano –quien en la época de las apariciones se encontraba en Garabandal para impedir la difusión de los supuestos mensajes marianos– habría relatado al doctor en historia y profesor de religión, Santiago Mata, que el 15 de agosto de 1966 Conchita le habría hecho declaraciones con respecto a los dos mensajes dados por la Virgen y a la materialización de una hostia en su boca (a la que ella denominó «milagruco»):

Me explicó que ella fue la que sacó la forma [hostia] del sagrario. No me acuerdo si dijo que todo fuera falso. Categórica, dicho de esa forma, que todo se lo hubiera inventado, no fue. Conmigo estaba segura de que era mentira. Que no era verdad, que lo había inventado, no que no hubiera visto nunca a la Virgen. Sí me contó cómo hizo el mensaje, me parece que lo copió de un calendario. Que lo cogió, no sé de dónde lo cogió.
SILENCIO EN GARABANDAL: El precio pagado por la virgen

El investigador escéptico Joe Nickell ha escrito que los supuestos milagros de Garabandal provienen de informes anecdóticos, nunca realizados en condiciones controladas por expertos competentes en engaño. Según Nickell, tienen "la marca de acrobacias infantiles y trucos simples". Nickell también destacó que en tres ocasiones las "videntes de Garabandal se retractaron de algunas declaraciones que habían hecho sobre sus experiencias".
Otro testimonio favorable es el de la Madre Teresa de Calcuta ya que visitaba a la vidente Conchita en su casa cada vez que iba a Estados Unidos.